# One Voice for the Kingdom
One Voice for the Kingdom är det svenska neoklassiska power metal-bandet Golden Resurrections tredje studioalbum. Det släpptes i januari 2013 på Liljegren Records i Europa och i maj samma år på Seven Seas i Japan.
På skivan spelar bandets tredje keyboardist Svenne Jansson samt trummisen Alfred Fridhagen. De ersatte Kenneth Lillqvist respektive Rickard Gustafsson.

## Låtlista
1. "The Temple Will Remain" – 4:55
2. "Spirit War" – 5:05
3. "One Voice for the Kingdom" – 3:55
4. "Night Light" – 5:08
5. "Golden Resurrection" – 5:08
6. "Can't Slow Down" – 4:48
7. "Heavenly Metal" (instrumental) – 4:00
8. "God's Mercy" – 4:00
9. "Born for the Strangers" – 5:56
10. "Moore Lord" (instrumental) – 5:45

Bonusspår på japanska utgåvan
1. "Special Message to Japan" – 1:08
2. "Eternal Freedom" (instrumental) – 4:52

## Medverkande
Musiker
- Christian Liljegren – sång
- Tommy Johansson – gitarr, bakgrundssång, orkestrering
- Stefan Käck – basgitarr
- Svenne Jansson – keyboard, Hammondorgel
- Alfred Fridhagen – trummor

Produktion
- Tommy Johansson – producent, studiotekniker
- Christian Liljegren – producent
- Ronny Milianowicz – studiotekniker, mixning
- Micke Lind – mastering
- Markus Sigfridsson – omslagskonst
- André Karjel – foto